# Topock (Arizona)
Topock es un lugar designado por el censo ubicado en el condado de Mohave en el estado estadounidense de Arizona. En el Censo de 2010 tenía una población de 10 habitantes y una densidad poblacional de 14,85 personas por km².

## Geografía
Topock se encuentra ubicado en las coordenadas 34°43′12″N 114°28′44″O / 34.72000, -114.47889. Según la Oficina del Censo de los Estados Unidos, Topock tiene una superficie total de 0.67 km², de la cual 0.67 km² corresponden a tierra firme y (0%) 0 km² es agua.

## Demografía
Según el censo de 2010, había 10 personas residiendo en Topock. La densidad de población era de 14,85 hab./km². De los 10 habitantes, Topock estaba compuesto por el 100% blancos, el 0% eran afroamericanos, el 0% eran amerindios, el 0% eran asiáticos, el 0% eran isleños del Pacífico, el 0% eran de otras razas y el 0% pertenecían a dos o más razas. Del total de la población el 0% eran hispanos o latinos de cualquier raza.